# Clase Toralla
La clase Toralla es una serie de dos patrulleros de pequeño tonelaje de la Armada Española dedicados al control de la Zona económica exclusiva (ZEE). Su proyecto básico es el mismo de la clase Alcaraván, de la que el Servicio de Vigilancia Aduanera adquirió cinco unidades (Alcaraván-I a Alcaraván-V), aunque los ejemplares de la Armada tienen mucha menor potencia y velocidad. Su casco es de madera recubierto con plástico reforzado con fibra de vidrio (o GRP, sigla en inglés de glass-reinforced plastic).

## Componentes
Alemania -  España -  Estados Unidos -  Reino Unido

### Estructura
| Sistema | País              | Fabricante | Notas |
| ------- | ----------------- | ---------- | ----- |
| Casco   | Bandera de España | Viudes     |       |

### Electrónica
| Sistema             | País                    | Fabricante  | Notas                       |
| ------------------- | ----------------------- | ----------- | --------------------------- |
| Radar de superficie | Bandera del Reino Unido | Decca Radar | 1 unidad del modelo RM 1070 |
| Radar de navegación | Bandera del Reino Unido | Decca Radar | 1 unidad del modelo RM 270  |

### Armamento
| Sistema                 | País                      | Fabricante            | Notas                  |
| ----------------------- | ------------------------- | --------------------- | ---------------------- |
| Ametralladoras medianas | Bandera de Estados Unidos | Browning Arms Company | 1 unidad M2 de 12,7 mm |

### Propulsión
| Sistema | País                                    | Fabricante | Notas                             |
| ------- | --------------------------------------- | ---------- | --------------------------------- |
| Motor   | Bandera de Alemania · Bandera de España | MTU Bazán  | 2 unidades del modelo 8V 396 TB93 |

## Unidades
Tan solo se construyeron dos ejemplares, el Toralla (P-81), y el Formentor (P-82), debido a los pobres resultados que se obtuvieron con los dos primeros que entraron en servicio, resultando su autonomía bastante escasa para el desplazamiento que tienen. Por ello la Armada Española decidió no adquirir más unidades. Ambos están basados en Cartagena.

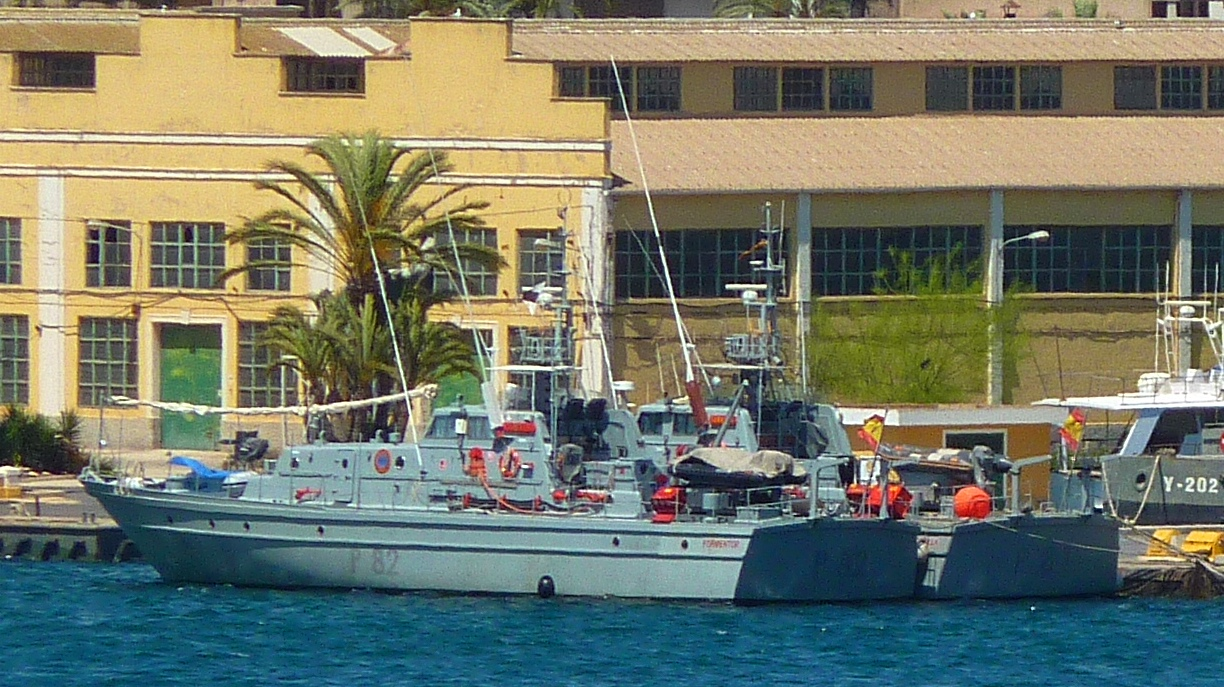
Los patrulleros Toralla, P-81, y Formentor, P-82, abarloados en la Base Naval de Cartagena.

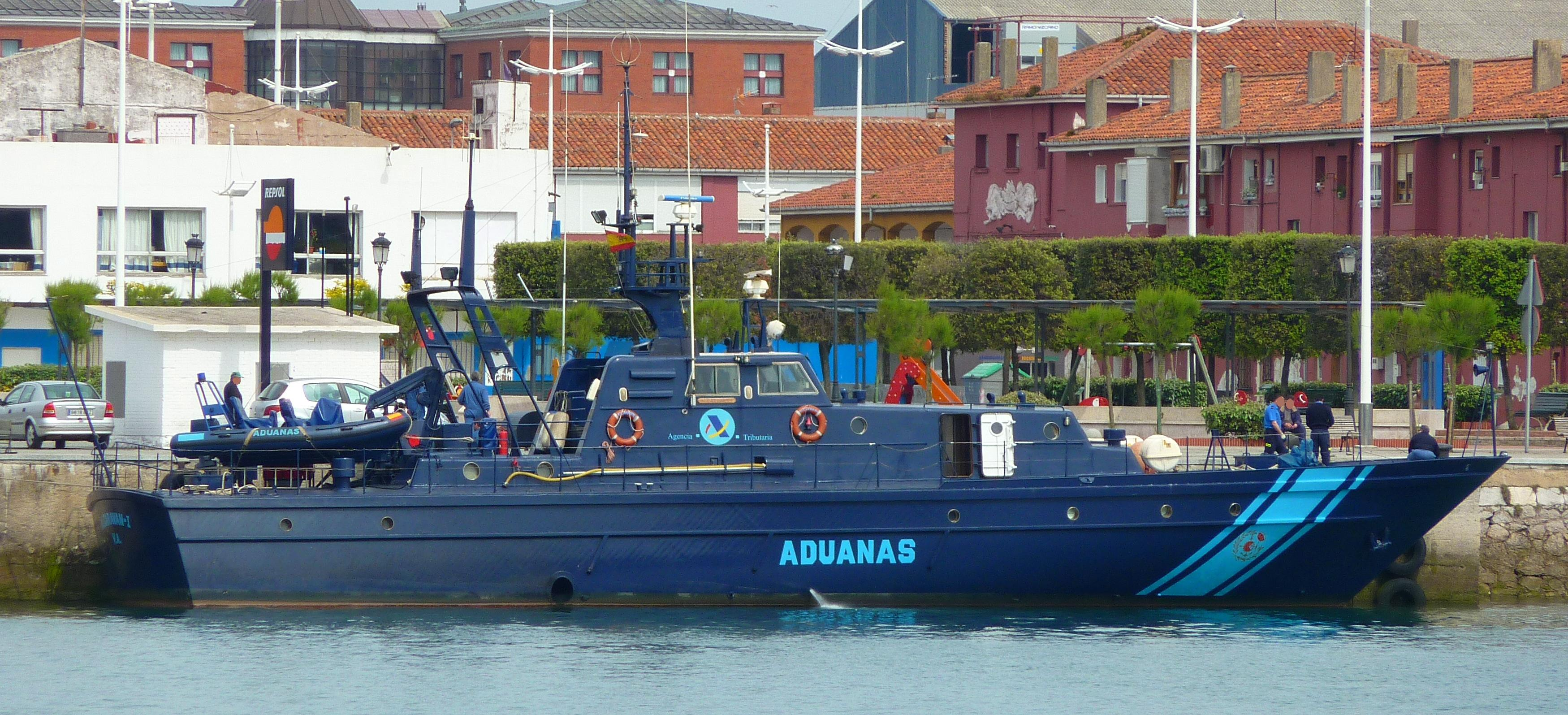
Patrullero del Servicio de Vigilancia Aduanera Alcaraván-I, de la clase Alcaraván, cuyo diseño sirvió de base para la clase Toralla.

| Identificativo | Nombre    | Fecha botadura | Fecha entrada en servicio | Fecha retirada | Indicativo de llamada |
| -------------- | --------- | -------------- | ------------------------- | -------------- | --------------------- |
| P-81           | Toralla   | 26-02-1987     | 29-04-1987                | -              | [ 1 ]                 |
| P-82           | Formentor | ??-??-1988     | 23-06-1988                | -              | [ 1 ]                 |